# Müllheizkraftwerk Kiel
Die Müllverbrennung Kiel (MVK) befindet sich in Schleswig-Holsteins, Landeshauptstadt Kiel im Stadtteil Südfriedhof unweit des Theodor-Heuss-Rings.
In der Müllverbrennungsanlage werden  der Haus- und Sperrmüll von Privathaushalten des Kieler Stadtgebietes und des Umlandes ebenso wie  hausmüllähnliche und andere Gewerbeabfälle verbrannt. Die Anlage wurde 1975 eröffnet und in den 1990er Jahren (Modernisierung: 1996) technisch aufgerüstet.
In zwei Verbrennungslinien werden dabei stündlich bis zu 17,5 Tonnen Abfälle behandelt. Die dabei entstehende Wärmeenergie wird über ein Wasser-Dampf-System an einen Turbosatz weitergeleitet, mit dessen Hilfe ein Teil der Energie verstromt wird. Die verbleibende Wärmeenergie wird in das Kieler Fernwärmenetz eingespeist.
Beide Verbrennungslinien sind mit einer sechsstufigen Rauchgasreinigung ausgestattet.